# Winter-Universiade 2013/Teilnehmer (Deutschland)
| Gelbes Symbol für Goldmedaillen mit stilisierten Olympischen Ringen | Graues Symbol für Silbermedaillen mit stilisierten Olympischen Ringen | Braundes Symbol für Bronzemedaillen mit stilisierten Olympischen Ringen |
| ------------------------------------------------------------------- | --------------------------------------------------------------------- | ----------------------------------------------------------------------- |
| 10                                                                  | 13                                                                    | 7                                                                       |

Deutschland nahm an der Winter-Universiade 2013 im Trentino mit 26 Athleten, in 8 Sportarten teil.

## Teilnehmer nach Sportarten

### Winter-Universiade 2013/Biathlon
| Männer - Alexander Kiefer 10 km Sprint: 27:09.7, 30. Platz 12,5 km Verfolgung: 39:14.1, 30. Platz 15 km Massenstart: 40:41.5, 10. Platz 20 km Einzel: 58:29.5, 28. Platz - Lukas Rombach 10 km Sprint: 28:31.8, 43. Platz 12,5 km Verfolgung: 40:31.2, 36. Platz |

### Winter-Universiade 2013/Eisschnelllauf
| Männer - Alexej Baumgärtner ohne Einsatz - Nico Dorsch 1000 m: 1:14.50, 24. Platz 1500 m: 1:53.63, 20. Platz 5000 m: 6:52.85, 13. Platz - Felix Leonardus Rijhnen 1500 m: 1:54.04, 21. Platz 5000 m: 6:50.92, 11. Platz 10000 m: 14:13.34, 8. Platz |

### Nordische Kombination
- Stephan Bätz
Normalschanze: 27:45.7, 16. Platz
Normalschanze (2 Sprünge): 200.7, 27. Platz
Teamwettkampf: 40:51.2, 6. Platz
- Tobias Simon
Normalschanze: 28:51.8, 19. Platz
Normalschanze (2 Sprünge): 252.0, 6. Platz
Teamwettkampf: 40:51.2, 6. Platz
- Markus Philip Karim Sommerhalter
Normalschanze: 27:13.6, 9. Platz
- Johannes Wasel
Normalschanze: 26:58.1, Silber
- Sebastian Welle
Normalschanze (2 Sprünge): 224.6, 18. Platz
Teamwettkampf: 40:51.2, 6. Platz